# Hans Peter Cornelius
Hans Peter Cornelius (* 29. September 1888 in München; † 2. April 1950 in Naßwald an der Rax) war ein deutscher Geologe und Petrograph, der zu seiner Zeit ein führender Kenner der Alpengeologie war.

## Leben
Er war der Sohn des Philosophen Hans Cornelius und studierte nach dem Abitur 1905 am Wilhelmsgymnasium München in München und Zürich bei Albert Heim und Ulrich Grubenmann. 1911 wurde er in Zürich bei Ulrich Grubenmann promoviert (Petrographische Untersuchungen in den Bergen zwischen Septimer- und Julierpass) und war danach Assistent am Mineralogischen Institut der ETH Zürich. 1913 machte er sich selbständig, war im Ersten Weltkrieg Soldat und Wehrgeologe und danach wieder freiberuflich in München. 1921 heiratete er die promovierte Geologin Marta Cornelius-Furlani (1886–1974) und zog nach Wien, wo er 1928 bis 1941 an der Geologischen Bundesanstalt war. In Österreich war er illegaler Nationalsozialist. Am 20. Mai 1938 beantragte er die reguläre Aufnahme in die NSDAP und wurde rückwirkend zum 1. Mai 1933 aufgenommen (Mitgliedsnummer 1.619.374). Eine akademische Laufbahn schlug er aus, um sich ganz der Feldarbeit zu widmen.
Als Geologe arbeitete er vor allem als kartierender Geologe in den gesamten Alpen, wobei er tektonische und petrographische Untersuchungen verband, speziell zum Zusammenhang von Tektonik und Metamorphose der Gesteine. Er schrieb Monographien über die Err-Julier Gruppe (1935) und mit seinem Freund Eberhard Clar über die Geologie des Großglocknergebiets (1939).
1941 wurde er korrespondierendes Mitglied der Österreichischen Akademie der Wissenschaften. Er war von Jugend an Bergsteiger. Zuletzt arbeitete er an einer Monographie über die Venedigergruppe. Er starb in den Bergen bei der Aufnahme der geologischen Karte des Schneebergs an einem Herzanfall. Zu einer Synthese der Alpengeologie in Buchform kam er nicht mehr.

## Schriften (Auswahl)
- Geologie der Err-Julier-Gruppe in drei Teilen (= Beiträge zur Geologischen Karte der Schweiz, Neue Folge 70). Lieferung Teile I – III, Bern 1935, 1950, 1951.
- mit Eberhard Clar: Geologie des Großglocknergebiets 1 (= Abhandlungen der Zweigstelle Wien der Reichsstelle für Bodenforschung 25,1). 1939 (305 Seiten, 1 Karte)
- Gesteine und Tektonik im Ostabschnitt der nordalpinen Grauwackenzone. Vom Alpen-Ostrand bis zum Aflenzer Becken (= Mitteilungen der Geologischen Gesellschaft Wien. 42.–43. Band). 1949/50, 1–234 (zobodat.at [PDF]).
- Gesteine und Tektonik im Ostabschnitt der Ostalpinen Grauwackenzone. 1952.
- mit Marta Cornelius-Furlani: Die insubrische Linie vom Tessin bis zum Tonalepass. In: Denkschriften der Akademie der Wissenschaften Wien. Band 102, 1930, S. 207–301 (zobodat.at [PDF]).
- Die Geologie des Schneeberggebietes. Erläuterungen zur Geologischen Karte des Schneeberges 1:25000. Geologische Bundesanstalt 1951.
- Die Geologie des Mürztalgebietes. Erläuterungen zu Blatt Mürzzuschlag (1:75000). Geologische Bundesanstalt 1952.[5]
- mit Marta Cornelius-Furlani: Grundzüge der allgemeinen Geologie. Springer, Berlin 1953.